# Królowa XXX
Królowa XXX (ang. Lovelace) – amerykański film biograficzny z 2013 roku w reżyserii Jeffreya Friedmana i Roba Epsteina. Zdjęcia kręcono w Los Angeles.

## Fabuła
W 1970 roku, 20-letnia Linda Lovelace (Amanda Seyfried) mieszka z apodyktycznymi rodzicami w Davie na Florydzie. Pewnej nocy ze swoją najlepszą przyjaciółką Patsy (Juno Temple) przebywa na prywatce, gdzie przyciąga uwagę Chucka Traynora (Peter Sarsgaard). Między tym dwojgiem rozwija się poważny związek. Ona jest początkowo nim zachwycona. Po wybiciu godziny policyjnej i późnym powrocie na noc, Linda zostaje spoliczkowana przez matkę (Sharon Stone), więc postanawia się wyprowadzić i żyć z Chuckiem, a potem go poślubić. Ze względu na brak pieniędzy, Chuck namawia Lindę do udziału w filmie porno.

## Obsada
- Amanda Seyfried – Linda Lovelace
- Peter Sarsgaard – Chuck Traynor
- Sharon Stone – Dorothy Boreman, matka Lindy
- Robert Patrick – John Boreman, ojciec Lindy
- Juno Temple – Patsy, przyjaciółka Lindy
- Adam Brody – Harry Reems, partner Lindy z planu Głębokie gardło
- Wes Bentley – fotograf Thomas
- Eric Roberts – Nat Laurendi
- James Franco – Hugh Hefner
- Chris Noth – Anthony Romano
- Bobby Cannavale – Butchie Peraino
- Hank Azaria – Gerard Damiano, reżyser filmu Głębokie gardło
- Debi Mazar – Dolly Sharp, partnerka Lindy z planu Głębokie gardło
- Cory Hardrict – Frankie Crocker
- David Gueriera – Larry Marchiano, drugi mąż Lindy
- Tyler Nusenow – Dominic Marchiano, syn Lindy
- Chloë Sevigny – Rebecca, feministyczna dziennikarka
- Don McManus – Arty Shapiro
- Ronald Pritchard – Sammy Davis Jr.

## Nagrody
- 2013: BAFTA – Największa aktorska nadzieja kina ('Rising Star') Juno Temple
- 2013 – nominacja – Sekcja 'Festival Favorites ale kino+ prezentuje' – udział w sekcji: Jeffrey Friedman, Rob Epstein